# Dominicuskerk (Nijmegen)

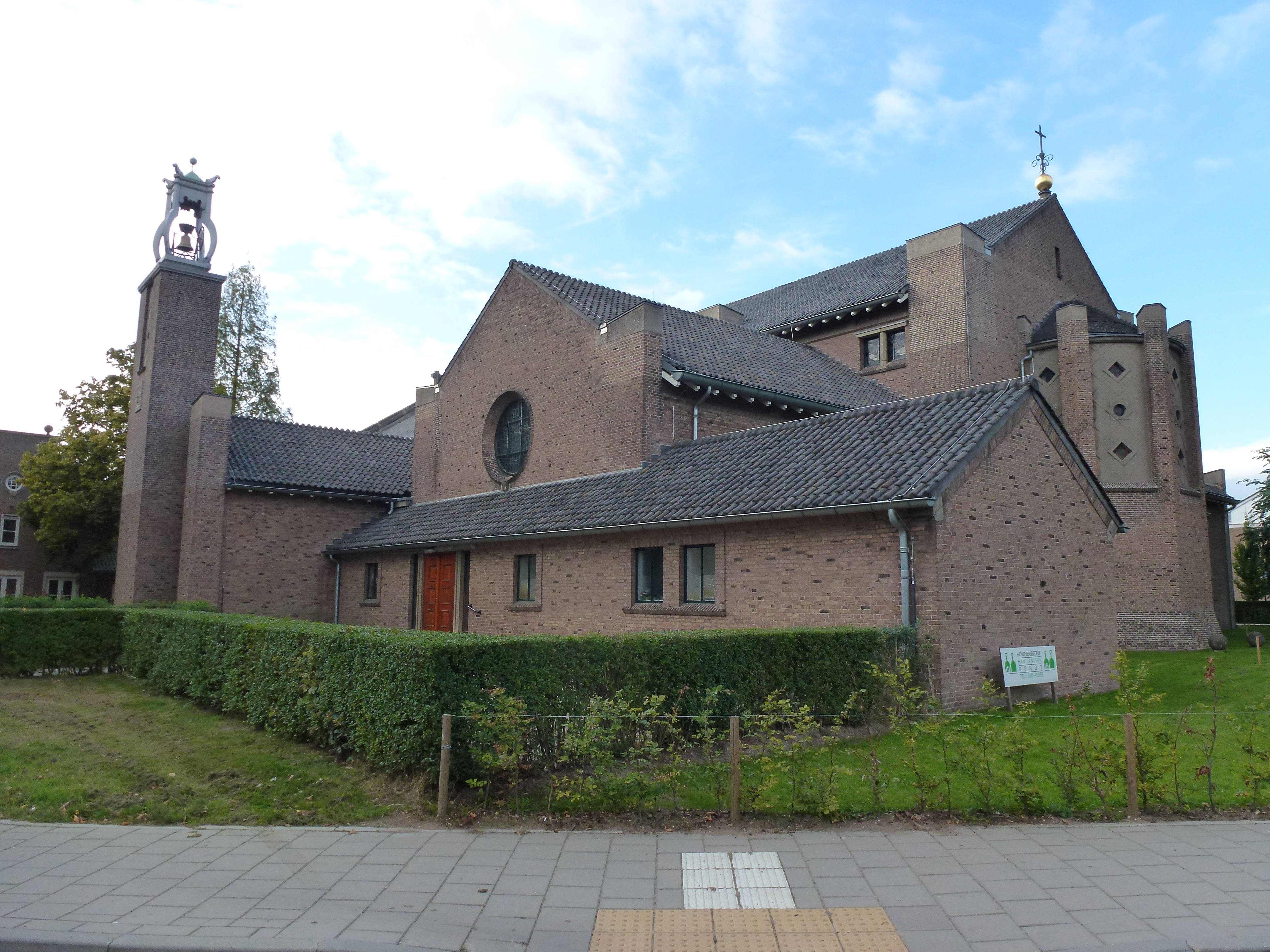
Huidige Dominicuskerk aan de Prof. Molkenboerstraat, 2013.

De Dominicuskerk is een rooms-katholieke kerk in het oosten van de Nederlandse stad Nijmegen. De kerk is gelegen aan de Professor Molkenboerstraat 7, aan de rand van de wijk Galgenveld. Er is een ingang aan de Groenewoudseweg. 

## Geschiedenis
De Dominicuskerk werd in 1948-1951 gebouwd, ter vervanging van de Dominicus- of Broederenkerk die sinds 1373 aan de Broerstraat – in het stadscentrum – had gestaan. Deze uit de middeleeuwen daterende kerk was zwaar beschadigd geraakt aan het eind van de Tweede Wereldoorlog, tijdens Operation Market Garden waarbij Nijmegen frontstad was (zie ook de Slag om Nijmegen).
De huidige Dominicuskerk werd ontworpen door architect Thomas Nix in de traditionalistische stijl van de Bossche School. Nix ontwierp ook het bijbehorende parochiecomplex, rondom een voorplein aan de Professor Molkenboerstraat, alwaar de ingang van het kerkgebouw zich bevindt. De halfronde apsis bevindt zich aan de oostzijde, aan de Heyendaalseweg. Aan de zuidzijde bevindt zich een klokkentoren.

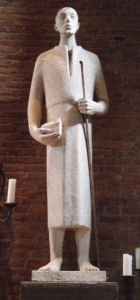
Jozefbeeld van Bart Welten in de Dominicuskerk

In de Dagkapel van de Dominicuskerk vinden sinds februari 2009 op de eerste zaterdag van de maand ook de oud-K
katholieke vieringen van de Kerngroep Sint Stephanus plaats.   
Op 31 december 2009 werd de dominicaan Edward Schillebeeckx vanuit de Dominicuskerk begraven. Op 18 januari 2021 vond de uitvaart plaats van Pater Carel Spruijt, de laatste Nederlandse dominicaanse missionaris in Zuid-Afrika.

## Architectuur
De Dominicuskerk is een kruiskerk in baksteen en beton.
Op de scheiding tussen het schip en het priesterkoor bevindt zich een timpaan met beeldhouwwerk van Jac Maris. De glas-in-loodramen zijn gemaakt door Eugène Laudy. Laudy plaatste in 1962 de zes ramen in de zijtransepten en tussen 1988 en 1993 nog eens tien in de zijbeuken. Rechts van het altaar bevindt zich een Jozefbeeld, links een Dominicusbeeld, beide gemaakt door Bart Welten in respectievelijk 1954 en 1956. Verder bevindt zich in de smalle zijbeuken die als wandelgang dienstdoen een kruisweg van Ted Felen. In 1994 werd het orgel, vervaardigd door de firma K.B. Blank & Zoon uit Herwijnen, vanuit de Sint-Aloysiuskerk te Utrecht naar de Dominicuskerk in Nijmegen verplaatst.

## Monumentale status
Sinds eind 2006 is de kerk aangewezen als gemeentelijk monument. Op 30 december 2007 werd de laatste eucharistieviering in de Sint-Stephanuskerk te Nijmegen gehouden, waaruit, tot 1 november 1993, toen de Christus Koningkerk in de naburige wijk Hengstdal aan de eredienst werd onttrokken, de parochie Stephanus-Christus Koning ontstond die per 2010 met de Dominicuskerk fuseerde tot de Effataparochie. De diensten van de Effataparochie worden gehouden in de Dominicuskerk.